# Glenora
La distillerie Glenora est situé en Nouvelle-Écosse au Canada. Elle produit depuis 1991 le single malt Glen Breton Rare, seul single malt produit exclusivement au Canada.

## Histoire
La distillerie a été construite en 1989 avec des alambics achetés à la distillerie de Bowmore. Ken Roberts, enseigna alors la méthode de distillation de la distillerie écossaise. Si Glenora utilise des malts écossais, ceux-ci sont cependant beaucoup moins tourbés que ceux des whiskies d'Islay.
Le 11 juin 2009, à la suite d'une bataille juridique qui durait depuis 2001 entre la distillerie la Scotch Whisky Association, la cour suprême autorisait Glenora à utiliser le terme Glen pour nommer son Glen Breton Rare.

## Production et embouteillages
Malgré son nom, qui indique clairement un produit proche des scotchs, Glenora revendique, sur ses étiquettes, son origine canadienne par un texte ou par une feuille d'érable rouge.
Le whisky se décrit comme ayant un nez de caramel, de bruyère, de miel et de gingembre avec sur sa fin, le plus « léger chuchotement tourbe ».
- Glen Breton Rare
- Glen Breton Rare 15 ans
- Glen Breton Ice 10 ans (avec maturation en fût de vin de glace)

## Sources
- Malt Whisky Yearbook, 2009